# Potentilla sischanensis
Potentilla sischanensis là loài thực vật có hoa trong họ Hoa hồng. Loài này được Bunge ex Lehm. miêu tả khoa học đầu tiên năm 1851.